# Cosmopterix

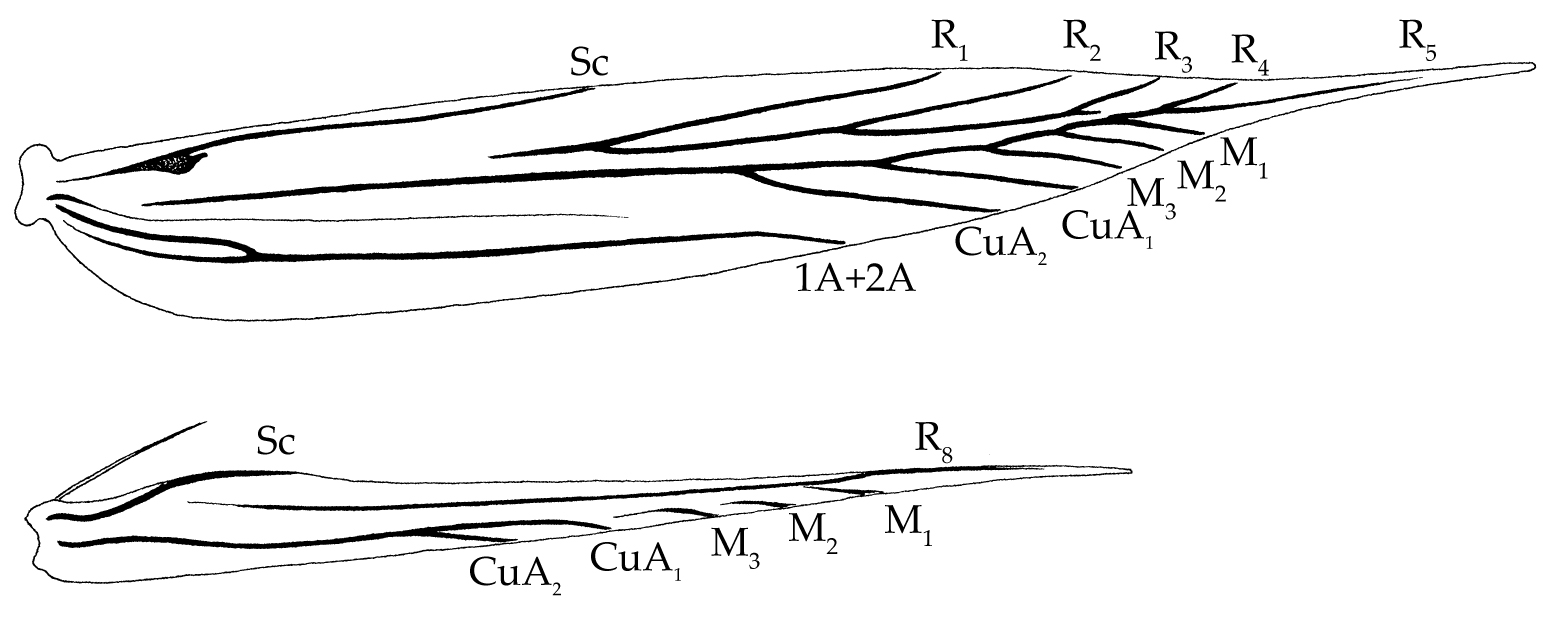
Flügeladerung von Cosmopterix zieglerella

Cosmopterix ist eine artenreiche Gattung der Schmetterlinge aus der Familie der Prachtfalter (Cosmopterigidae).

## Merkmale
Die Falter haben einen glatt beschuppten Kopf. Die Fühler sind 3/4 bis 4/5 so lang wie die Vorderflügel und häufig distal leicht gezahnt. Die Anordnung von weißen und dunklen Abschnitten im apikalen Teil des Fühlers ist artspezifisch. Die Labialpalpen sind zylindrisch und gestreckt. Das letzte Segment ist meist stark nach oben gebogen und reicht häufig über den Kopf hinaus. Die Vorderflügel sind schmal und lanzettlich und haben einen langen, schmalen, hervorstehenden Apex. Die Zeichnung besteht aus einer gelben oder orangen Binde, die von höckrigen, metallisch glänzenden Binden oder Flecken umgeben ist. Die Hinterflügel sind nahezu geradlinig.
Bei den Männchen sind die Brachia stark asymmetrisch. Das linke Brachium ist sehr kurz, leicht sklerotisiert und häufig unscheinbar. Das rechte Brachium ist lang, stark sklerotisiert und für die Artbestimmung von Bedeutung. Das Tegumen ist kurz und hat am vorderen Rand einen sklerotisierten Kamm. Die Valven sind gerundet. Sie haben einen ziemlich schmalen proximalen Teil und einen geweiteten und dicht behaarten distalen Teil. Die Valvellae sind normalerweise symmetrisch. Sie sind lang, ventral gekrümmt und haben manchmal eine dorsale Ausbuchtung. Der Aedeagus ist kurz, häufig bauchig und läuft spitz zu. An der Basis befindet sich eine flanschförmige Sklerotisierung. Das 8. Segment hat zwei ovale Pleurallappen, die die Valvenbasis verdecken.
Bei den Weibchen sind die Apophyses posteriores anderthalb bis zweimal so lang wie die Apophyses anteriores. Das Sterigma ist stark sklerotisiert, röhrenförmig und ragt häufig heraus. Am hinteren Ende befindet sich ein Ostium. Auch die Form des Sterigma ist für die Artbestimmung von Bedeutung. Der Ductus bursae ist lang und schmal und manchmal vor der Einmündung in das Corpus bursae sklerotisiert. Das Corpus bursae ist oval und mit zwei dreieckigen, manchmal sehr kleinen Signa versehen. Der hintere Rand des 7. Sternits setzt sich in der Medianebene als Ausbuchtung fort, diese ist normalerweise an den Seiten von speziellen schwarzen Schuppen umgeben.

## Verbreitung
Die Vertreter der Gattung sind mit Ausnahme der Polarregionen weltweit verbreitet. Bis jetzt wurden mehr als 230 Arten beschrieben, die meisten sind in tropischen Regionen beheimatet.

## Biologie
Die Raupen minieren in den Blättern verschiedener Gräser, Krautiger Pflanzen oder Sträucher. Die Nahrungspflanzen gehören zu verschiedenen Familien wie den Hanfgewächsen (Cannabaceae), Süßgräsern (Poaceae), Hülsenfrüchtlern (Fabaceae), Brennnesselgewächsen (Urticaceae) und anderen. Die meisten Cosmopterix-Arten leben oligophag oder sogar monophag, sodass das Wissen über die Nahrungspflanze und die Form der Mine für die Artbestimmung von Bedeutung sind. Die Raupen fertigen häufig seidige Verstecke an, in die sie sich zurückziehen, wenn sie nicht fressen. Die Raupen überwintern in einem Kokon, der innerhalb oder außerhalb der Mine angefertigt wird.

## Systematik
Die folgende Artenliste basiert auf dem von Sinev 2002 erstellten World catalogue of cosmopterigid moths und wurde um weitere Arten aus aktuelleren Arbeiten ergänzt bzw. korrigiert. Die Typusart der Gattung ist Cosmopterix lienigiella Zeller, 1846.
- Cosmopterix abnormalis Walsingham, 1897
- Cosmopterix aculeata Meyrick, 1909
- Cosmopterix acutivalva Kuroko, 1987
- Cosmopterix adrastea Koster, 2010
- Cosmopterix albicaudis Meyrick, 1932
- Cosmopterix amalthea Koster, 2010
- Cosmopterix anadoxa Meyrick, 1909
- Cosmopterix ananke Koster, 2010
- Cosmopterix ancalodes Meyrick, 1909
- Cosmopterix ancistraea Meyrick, 1913
- Cosmopterix angoonae Kuroko, 1987
- Cosmopterix antichorda Meyrick, 1909
- Cosmopterix aphranassa Meyrick, 1926
- Cosmopterix argentifera Koster, 2010
- Cosmopterix argentitegulella Sinev, 1985
- Cosmopterix artemidora Meyrick, 1909
- Cosmopterix artifica Meyrick, 1909
- Cosmopterix asiatica Stainton, 1859
- Cosmopterix asignella Sinev, 1988
- Cosmopterix astrapias Walsingham, 1909
- Cosmopterix asymmetrella Sinev, 1993
- Cosmopterix athesiae Huemer & Koster, 2006
- Cosmopterix attenuatella (Walker, 1864)
- Cosmopterix aurella Bradley, 1959
- Cosmopterix aurotegulae Koster, 2010
- Cosmopterix bacata Hodges, 1962
- Cosmopterix bactrophora Meyrick, 1908
- Cosmopterix baihashanella Kuroko & Y.Q. Liu, 2005
- Cosmopterix bambusae Meyrick, 1917
- Cosmopterix basilisca Meyrick, 1909
- Cosmopterix beckeri Koster, 2010
- Cosmopterix belonacma Meyrick, 1909
- Cosmopterix bichromella Sinev & Park, 1994
- Cosmopterix bifidiguttata Kuroko & Y.Q. Liu, 2005
- Cosmopterix brachyclina Meyrick, 1933
- Cosmopterix brevicaudella Kuroko & Y.Q. Liu, 2005
- Cosmopterix callichalca Meyrick, 1922
- Cosmopterix callinympha Meyrick, 1913
- Cosmopterix calliochra (Turner, 1926)
- Cosmopterix callisto Koster, 2010
- Cosmopterix calypso Meyrick, 1919
- Cosmopterix carpo Koster, 2010
- Cosmopterix catharacma Meyrick, 1909
- Cosmopterix ceriocosma (Meyrick, 1934)
- Cosmopterix chalcelata (Turner, 1923)
- Cosmopterix chaldene Koster, 2010
- Cosmopterix chalupae Koster, 2010
- Cosmopterix chalybaeella Walsingham, 1889
- Cosmopterix chasanica Sinev, 1985
- Cosmopterix chisosensis Hodges, 1978
- Cosmopterix chlorochalca (Meyrick, 1915)
- Cosmopterix chrysobela Meyrick, 1928
- Cosmopterix chrysocrates Meyrick, 1919
- Cosmopterix circe Meyrick, 1921
- Cosmopterix citrinopa Meyrick, 1915
- Cosmopterix clandestinella Busck, 1906
- Cosmopterix clemensella Stainton, 1860
- Cosmopterix cleophanes Meyrick, 1937
- Cosmopterix cognita Walsingham, 1891
- Cosmopterix complicata Kuroko, 1987
- Cosmopterix coryphaea Walsingham, 1908
- Cosmopterix crassicervicella Chretien, 1896
- Cosmopterix cyclopaea Meyrick, 1909
- Cosmopterix dacryodes Meyrick, 1910
- Cosmopterix damnosa Hodges, 1962
- Cosmopterix dapifera Hodges, 1962
- Cosmopterix delicatella Walsingham, 1889
- Cosmopterix diandra Clarke, 1986
- Cosmopterix diaphora Walsingham, 1909
- Cosmopterix diplozona Meyrick, 1921
- Cosmopterix dulcivora Meyrick, 1919
- Cosmopterix ebriola Hodges, 1962
- Cosmopterix emmolybda Meyrick, 1914
- Cosmopterix epismaragda Meyrick, 1932
- Cosmopterix epizona (Meyrick, 1897)
- Cosmopterix erasmia Meyrick, 1915
- Cosmopterix erethista Meyrick, 1909
- Cosmopterix erinome Koster, 2010
- Cosmopterix ermolaevi Sinev, 1985
- Cosmopterix etmylaurae Koster, 2010
- Cosmopterix euanthe Koster, 2010
- Cosmopterix eukelade Koster, 2010
- Cosmopterix euporie Koster, 2010
- Cosmopterix facunda Hodges, 1978
- Cosmopterix feminella Sinev, 1988
- Cosmopterix fernaldella Walsingham, 1882
- Cosmopterix flava Sinev, 1986
- Cosmopterix floridanella Beutenmüller, 1889
- Cosmopterix fulminella Stringer, 1930
- Cosmopterix fuscella Sinev, 1988
- Cosmopterix galapagosensis Landry, 2001
- Cosmopterix ganymedes Koster, 2010
- Cosmopterix geminella Sinev, 1985
- Cosmopterix gemmiferella Clemens, 1860
- Cosmopterix gielisorum Koster, 2010
- Cosmopterix glaucogramma Meyrick, 1934
- Cosmopterix gloriosa Meyrick, 1922
- Cosmopterix gomezpompai Koster, 2010
- Cosmopterix gramineella Kuroko, 1987
- Cosmopterix hamifera Meyrick, 1909
- Cosmopterix harpalyke Koster, 2010
- Cosmopterix heliactis (Meyrick, 1897)
- Cosmopterix helike Koster, 2010
- Cosmopterix hermippe Koster, 2010
- Cosmopterix hieraspis Meyrick, 1924
- Cosmopterix himalia Koster, 2010
- Cosmopterix holophracta Meyrick, 1909
- Cosmopterix inaugurata Meyrick, 1922
- Cosmopterix infundibulella Sinev, 1988
- Cosmopterix ingeniosa Meyrick, 1909
- Cosmopterix inopis Hodges, 1962
- Cosmopterix interfracta Meyrick, 1922
- Cosmopterix io Koster, 2010
- Cosmopterix iocaste Koster, 2010
- Cosmopterix iphigona Meyrick, 1915
- Cosmopterix irrubricata Walsingham, 1909
- Cosmopterix isoteles (Meyrick, 1919)
- Cosmopterix isotoma Meyrick, 1915
- Cosmopterix issikiella Kuroko, 1957
- Cosmopterix jiangxiella Kuroko & Y.Q. Liu, 2005
- Cosmopterix karsholti Koster, 2010
- Cosmopterix kerzhneri Sinev, 1982
- Cosmopterix kurokoi Sinev, 1985
- Cosmopterix kuznetzovi Sinev, 1988
- Cosmopterix laetifica Meyrick, 1909
- Cosmopterix laetificoides Sinev, 1993
- Cosmopterix langmaidi Koster, 2010
- Cosmopterix latilineata Kuroko, 1987
- Cosmopterix lautissimella Amsel, 1968
- Cosmopterix lespedezae Walsingham, 1882
- Cosmopterix licnura Meyrick, 1909
- Cosmopterix lienigiella Zeller, 1846
- Cosmopterix ligyrodes Meyrick, 1915
- Cosmopterix longilineata Kuroko, 1987
- Cosmopterix longivalvella Kuroko & Y. Q. Liu, 2005
- Cosmopterix lummyae Koster, 2010
- Cosmopterix lungsuana Kuroko, 2008
- Cosmopterix luteoapicalis Sinev, 2002
- Cosmopterix lysithea Koster, 2010
- Cosmopterix macroglossa Meyrick, 1913
- Cosmopterix macrula (Meyrick, 1897)
- Cosmopterix madeleinae Landry, 2001
- Cosmopterix magophila Meyrick, 1919
- Cosmopterix manipularis Meyrick, 1909
- Cosmopterix maritimella Sinev, 1985
- Cosmopterix melanarches Meyrick, 1928
- Cosmopterix metis Koster, 2010
- Cosmopterix minutella Beutenmüller, 1889
- Cosmopterix mneme Koster, 2010
- Cosmopterix molybdina Hodges, 1962
- Cosmopterix montisella Chambers, 1875
- Cosmopterix mystica (Meyrick, 1897)
- Cosmopterix nanshanella Kuroko & Y.Q. Liu, 2005
- Cosmopterix navarroi Koster, 2010
- Cosmopterix neodesma Meyrick, 1915
- Cosmopterix nieukerkeni Koster, 2010
- Cosmopterix nishidai Koster, 2010
- Cosmopterix nitens Walsingham, 1889
- Cosmopterix nonna Clarke, 1986
- Cosmopterix nyctiphanes Meyrick, 1915
- Cosmopterix ochleria Walsingham, 1909
- Cosmopterix omelkoi Sinev, 1993
- Cosmopterix opulenta Braun, 1919
- Cosmopterix orichalcea Stainton, 1861
- Cosmopterix ornithognathosella Mey, 1998
- Cosmopterix orthosie Koster, 2010
- Cosmopterix oxyglossa Meyrick, 1909
- Cosmopterix pallifasciella Snellen, 1897
- Cosmopterix paltophanes Meyrick, 1909
- Cosmopterix panayella Mey, 1998
- Cosmopterix panopla Meyrick, 1909
- Cosmopterix pararufella Riedl, 1976
- Cosmopterix pentachorda Meyrick, 1915
- Cosmopterix phaeogastra Meyrick, 1917
- Cosmopterix phaesphora (Turner, 1923)
- Cosmopterix phyladelphella Sinev, 1985
- Cosmopterix phyllostachysea Kuroko, 1975
- Cosmopterix pimmaarteni Koster, 2010
- Cosmopterix plesiasta Meyrick, 1919
- Cosmopterix plumbigutella Kuroko, 1987
- Cosmopterix pocsi Sinev, 1988
- Cosmopterix praxidike Koster, 2010
- Cosmopterix pseudomontisella Sinev, 1988
- Cosmopterix pulchrimella Chambers, 1875
- Cosmopterix pustulatella Snellen, 1897
- Cosmopterix pyrozela Meyrick, 1922
- Cosmopterix quadrilineella Chambers, 1878
- Cosmopterix rhyncognathosella Sinev, 1985
- Cosmopterix rumakomi Kuroko, 1987
- Cosmopterix salahinella Chretien, 1907
- Cosmopterix saltensis Koster, 2010
- Cosmopterix sanctivincentii Walsingham, 1892
- Cosmopterix sapporensis (Matsumura, 1931)
- Cosmopterix scaligera Meyrick, 1909
- Cosmopterix schmidiella Frey, 1856
- Cosmopterix schouteni Koster, 2010
- Cosmopterix scirpicola Hodges, 1962
- Cosmopterix scribaiella Zeller, 1850
- Cosmopterix semnota Meyrick, 1914
- Cosmopterix setariella Sinev, 1985
- Cosmopterix sharkovi Sinev, 1988
- Cosmopterix sibirica Sinev, 1985
- Cosmopterix sichuanella Kuroko & Y.Q. Liu, 2005
- Cosmopterix similis Walsingham, 1897
- Cosmopterix sinelinea Hodges, 1978
- Cosmopterix spiculata Meyrick, 1909
- Cosmopterix splendens Sinev, 1985
- Cosmopterix subsplendens Sinev, 1988
- Cosmopterix tabellaria Meyrick, 1908
- Cosmopterix taygete Koster, 2010
- Cosmopterix teligera Meyrick, 1915
- Cosmopterix tenax Meyrick, 1915
- Cosmopterix tetragramma (Meyrick, 1915)
- Cosmopterix tetrophthalma Meyrick, 1921
- Cosmopterix thebe Koster, 2010
- Cosmopterix thelxinoe Koster, 2010
- Cosmopterix themisto Koster, 2010
- Cosmopterix thrasyzela Meyrick, 1915
- Cosmopterix thyone Koster, 2010
- Cosmopterix toraula Meyrick, 1911
- Cosmopterix transcissa Meyrick, 1914
- Cosmopterix trifasciella Koster, 2010
- Cosmopterix trilopha Meyrick, 1922
- Cosmopterix turbidella Rebel, 1896
- Cosmopterix vanderwolfi Koster, 2010
- Cosmopterix vexillaris Meyrick, 1909
- Cosmopterix victor Stringer, 1930
- Cosmopterix wongsirii Kuroko, 1987
- Cosmopterix xanthura Walsingham, 1909
- Cosmopterix xuthogastra Meyrick, 1910
- Cosmopterix yvani Landry, 2001
- Cosmopterix zathea Meyrick, 1917
- Cosmopterix zenobia Meyrick, 1921
- Cosmopterix zieglerella Hübner, 1810

Es sind folgende Synonyme bekannt:
- Cosmopteryx Zeller, 1839
- Liengiella Spuler, 1910